# Classe ATC M05
La classe ATC M05, dénommée « Médicaments pour le traitement des désordres osseux », est un sous-groupe thérapeutique de la classification anatomique, thérapeutique et chimique, développée par l'OMS pour classer les médicaments et autres produits médicaux. La classe ATC vétérinaire correspondante dans la classification ATCvet est QM05. Le sous-groupe présenté ici est celui établi par l'OMS, et peut donc différer des versions dérivées utilisées dans certains pays. Il fait partie du groupe anatomique M de la classification, intitulé « Système musculo-squelettique ».

## M05B Médicaments affectant la structure et la minéralisation osseuse

### M05BABisphosphonates
M05BA01 Acide étidronique
M05BA02 Acide clodronique
M05BA03 Acide pamidronique
M05BA04 Acide alendronique
M05BA05 Acide tiludronique
M05BA06 Acide ibandronique
M05BA07 Acide risédronique
M05BA08 Acide zolédronique

### M05BB Bisphosphonates, associations
M05BB01 Acide étidronique et calcium, administration séquentielle
M05BB02 Acide risédronique et calcium, administration séquentielle
M05BB03 Acide alendronique et cholécalciférol
M05BB04 Acide risédronique, calcium et cholécalciférol, administration séquentielle
M05BB05 Acide alendronique, calcium, cholécalciférol, administration séquentielle
M05BB06 Acide alendronique et alfacalcidol, administration séquentielle
M05BB07 Acide risédronique et cholécalciférol
M05BB08 Acide zolédronique, calcium et cholécalciférol, administration séquentielle

### M05BCProtéines de la morphogenèse osseuse
M05BC01 Dibotermine alpha
M05BC02 Eptotermine alpha (en)

### M05BX Autres médicaments agissant sur la minéralisation
M05BX01 Ipriflavone (en)
M05BX02 Chlorohydrate d'aluminium
M05BX03 Strontium ranélate
M05BX04 Dénosumab
M05BX05 Burosumab
M05BX06 Romosozumab
M05BX53 Ranélate de strontium et cholécalciférol